# Submarino U 4 (1935)
El U 4 o Unterseeboot 4 fue el cuarto submarino alemán de la Kriegsmarine, correspondiente al Tipo IIA, del que se construyeron seis unidades. Sirvió como buque escuela, aunque también participó en acciones de combate en la Segunda Guerra Mundial hundiendo 4 buques con un total de 6.223 t.

## Construcción
Se ordenó iniciar la construcción de este pequeño submarino costero tras el rechazo de Adolf Hitler de los términos del Tratado de Versalles, que prohibía expresamente a Alemania la posesión de una fuerza submarina. Su quilla fue puesta sobre las gradas de los astilleros Deutsche Werke de Kiel el 11 de febrero de 1935 simultáneamente con los  U 1, U 2, U 3, U 5 y U 6. Fue botado el 19 de junio de 1935 y tras una muy rápida construcción, fue concluido y entregado a la Kriegsmarine el 17 de agosto de 1935, bajo el mando del Oberleutnant Hannes Weingärtner.

## Historial
Una vez comenzada la Segunda Guerra Mundial quedó rápidamente desfasado ante los avances en los nuevos submarinos. Aun así, permaneció activo casi hasta el final del conflicto, siendo uno de los submarinos alemanes más longevos.

### Formación, Flotillas y deberes
- 1 de agosto de 1935 - 1 de septiembre de 1939 - Escuela de Flotilla Submarina (buque escuela) (Neustadt)
- 1 de septiembre de 1939 - 1 de octubre de 1939 - Escuela de Flotilla Submarina (buque de combate) (Neustadt)
- 1 de octubre de 1939 - 1 de febrero de 1940 - Escuela de Flotilla Submarina (buque escuela) (Neustadt)
- 1 de marzo de 1940 - 1 de abril de 1940 - Escuela de Flotilla Submarina (buque de combate) (Neustadt)
- 1 de mayo de 1940 - 30 de junio de 1940 - Escuela de Flotilla Submarina (buque escuela) (Neustadt)
- 1 de julio de 1940 - 31 de julio de 1944 - 21º Flotilla de Formación (Pillau)

### Patrullas de combate
Primera patrulla

4 de septiembre de 1939 - 14 de septiembre de 1939

Patrulla defensiva de la bahía alemana del Mar del Norte.
El U-4 deja Wilhelmshaven bajo el mando del Alférez de Navío Harro von Klot-Heydenfeldt el 4 de septiembre de 1939, poco después de empezar la Segunda Guerra Mundial para las operaciones en el Suroeste de Noruega, y regresando a Wilhelmshaven una semana y media (11 días) más tarde el 14 de septiembre de 1939.
Segunda patrulla

19 de septiembre de 1939 - 29 de septiembre de 1939

Patrulla en Skagerrak para el control del contrabando de los barcos neutrales. El U-4 detuvo a 18 embarcaciones en 9 días y se hundió tres de ellos porque llevaban contrabando.
El 19 de septiembre de 1939, U-4 deja Wilhelmshaven bajo el mando del Alférez de Navío Harro von Klot-Heydenfeldt, para las operaciones en Skagerrak, y regresando a Kiel una semana y media (11 días) más tarde el 29 de septiembre de 1939.
- El Alférez de Navío Harro von Klot-Heydenfeldt, hundió a tres buques en esta patrulla:
  - El 22 de septiembre de 1939, hundió al finlandés SS Martti Ragnar de 2262 toneladas a las 00:15.
  - El 23 de septiembre de 1939, hundió al finlandés SS Walma de 1361 toneladas a las 15:35.
  - El 24 de septiembre de 1939, hundió al sueco SS Gertrud Bratt de 1510 toneladas a las 12:28.

Tercera patrulla

16 de marzo de 1940 - 29 de marzo de 1940

A la caza de submarinos enemigos al Sur de Noruega.
El U-4 deja Kiel bajo el mando del Alférez de Navío Hans-Peter Hinsch el 16 de marzo de 1940, para las operaciones en el Sur de Noruega. El 17 de marzo de 1940 llega a Wilhelmshaven. El 18 de marzo de 1940 sale de Wilhelmshaven, y después de casi  dos semanas (14 días) llega a Wilhelmshaven el 29 de marzo de 1940. El Alférez de Navío (1º Oficial de Guardia) Ernst-Ulrich Brüller presto servicio entre marzo de 1940 y abril de 1940, siendo más tarde Comandante del U-7, U-23 y el U-407.
Cuarta patrulla

4 de abril de 1940 - 14 de abril de 1940

Formando un grupo de 4 submarinos (Stavanger), junto con el U-1 para la Operación Weserübung, la invasión alemana de Dinamarca y Noruega.
El U-4 deja Wilhelmshaven bajo el mando del Alférez de Navío Hans-Peter Hinsch el 4 de abril de 1940, para las operaciones fuera de Noruega, y regresando a Wilhelmshaven una semana y media (11 días) más tarde el 14 de abril de 1940.
- El Alférez de Navío Hans-Peter Hinsch, hundió un buque en esta patrulla:
  - El 10 de abril de 1940, hundió al británico HMS Thistle (N 24) de 1090 toneladas

El enfrentamiento entre ambos submarinos fue largo, ya que el U-4 era un pequeño submarino costero con poca resistencia. Cuando el HMS Thistle (N 24) atacó el 9 de abril al U-4 y falló, le dio al U-4 la posibilidad de evadirse y esperar su oportunidad de atacarlo. Finalmente, consiguió hundirlo y recargó sus baterías al día siguiente.

### Destino

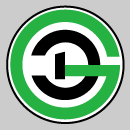
Emblema de la 21. Unterseebootsflottille.

Una vez que Noruega fue sometida, llegó a se evidente que el U 4 y sus cuatro gemelos supervivientes resultaban obsoletos en aquel momento, por lo que fueron relegados a tareas de entrenamiento de tripulaciones, encuadrados dentro de la 21ª Unterseebootsflottille (flotilla de submarinos), en la que sirvió en el mar Báltico hasta que fue retirado del servicio el 1 de enero de 1944. Algunos de sus gemelos aún participaron en acciones contra la Unión Soviética. El U 4 quedó arrumbado en Gotenhafen y fue desguazado a lo largo de 1945.

## Comandantes
- Alférez de Navío Hannes Weingärtner - (17 de agosto de 1935 - 29 de septiembre de 1937)
- Teniente Capitán Hans-Wilhelm von Dresky - (30 de septiembre de 1937 - 28 de octubre de 1938)
- Teniente Capitán Harro von Klot-Heydenfeldt - (29 de octubre de 1938 - 16 de enero de 1940)
- Alférez de Navío Hans-Peter Hinsch - (17 de enero de 1940 - 7 de junio de 1940)
- Alférez de Navío Heinz-Otto Schultze - (8 de junio de 1940 - 28 de julio de 1940)
- Alférez de Navío Hans-Jürgen Zetzsche - (29 de julio de 1940 - 2 de febrero de 1941)
- Alférez de Navío Hinrich-Oscar Bernbeck - (3 de febrero de 1941 - 8 de diciembre de 1941)
- Alférez de Navío Wolfgang Leimkühler - (9 de diciembre de 1941 - 15 de junio de 1942)
- Alférez de Navío Friedrich-Wilhelm Marienfeld - (16 de enero de 1942 - 23 de enero de 1943)
- Alférez de Navío de 2º Joachim Düppe - (24 de enero de 1943 - 31 de mayo de 1943)
- Alférez de Navío Paul Sander - (1 de junio de 1943 - 22 de agosto de 1943)
- Alférez de Navío Herbert Mumm - (23 de agosto de 1943 - mayo de 1944)
- Alférez de Navío Hubert Rieger - (mayo de 1944 - 9 de julio de 1944)